# 7TP
7TP (пол. siedmiotonowy polski — 7-ton Polish) — польський легкий танк 1930-х років.

## Історія

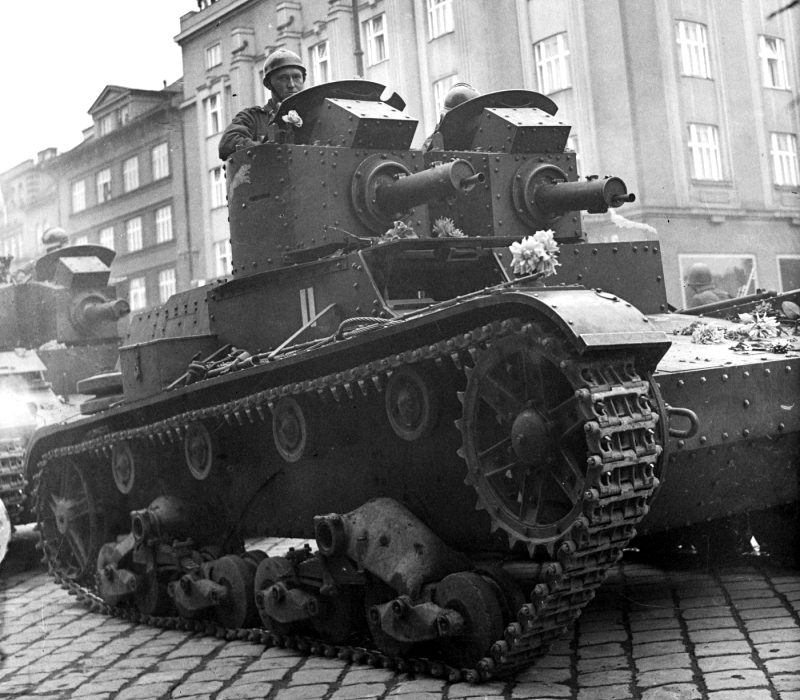
Двохбаштовий польський танк 7ТР

На 1 вересня 1939 року, тобто до моменту нападу Німеччини на Польщу в складі танкового парку Польщі значилося 135 танків 7ТР. Танк типу 7ТР був розроблений польськими конструкторами в 1933 році на основі англійського «Віккерс» — того самого, на основі якого був розроблений і радянський Т-26. Вихідна конструкція була піддана суттєвим змінам. У першу чергу була замінена силова установка. Замість англійського карбюраторного двигуна був встановлений дизельний двигун «Заурер», який серійно вироблявся в Польщі. Була збільшена товщина броні і змінена форма корпусу в його кормовій частині.

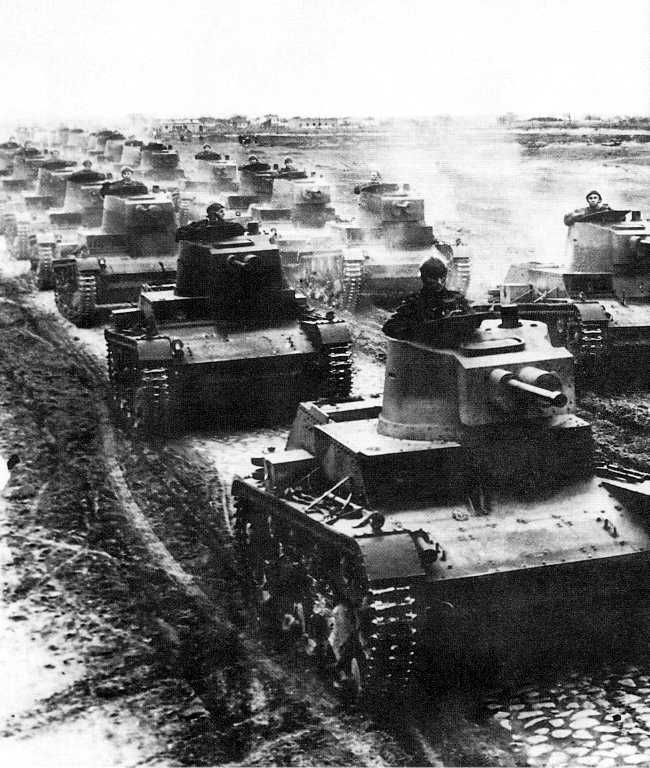
7ТР під час маневрів.

Це викликало збільшення ваги, тому потрібно було посилити ходову частину. Після випуску декількох десятків бойових машин в англійському двохбаштовому варіанті було вирішено випускати танк з одною баштою, а як озброєння була обрана шведська 37-мм протитанкова гармата фірми «Бофорс». Ця ж фірма надала і конструкторську документацію для виробництва башти. Крім гармати, танк озброювався і 7,92-мм кулеметом Браунінга. Встановлювалися телескопічний приціл, танковий перископ для спостереження за полем бою і радіостанція. В цілому це був непоганий для свого часу танк, досить рухливий і технічно надійний.
На початку 30-х років поляки закупили у Великій Британії близько 50 легких танків «Віккерс 6-тонний». В результаті низки удосконалень з'явився легкий танк 7ТР, який будувався з 1935 по 1939 рік. Перша модель важила 9 т і мала дві башти, в яких встановлювалося по кулемету. Товщину корпусу довели до 17-мм, а башти — до 15-мм. 18 березня 1935 заводу «Урсус» було видане замовлення на 22 двобаштових танки, озброєних кулеметами «браунінг» калібру 7,62-мм. Як силова установка замість англійського карбюраторного двигуна «Армстронг-Сідлі» використовувався дизель «Заурер» потужністю 111 к. с. У зв'язку з цим довелося змінити конструкцію корпусу над силовим відділенням.
Наступна модель мала одну башту шведського виробництва з 37-мм гарматою «Бофорс» і курсовим кулеметом калібру 7,92-мм. У зв'язку зі складністю поставок башт зі Швеції було побудовано невелику кількість танків цієї моделі.
Остання модель — танк 7ТР покращений — мала потужніше бронювання, башту з кормовою нішею і посилену підвіску. Проте в серійне виробництво цей танк так і не потрапив. На зміну легкому танку 7ТР повинен був прийти колісно-гусеничний танк 10ТР, перший прототип якого був побудований в 1937 році. Він оснащувався підвіскою Крісті і американським 12-циліндровим двигуном «Ла Франс» потужністю 213 к.с., який дозволяв розвивати на гусеницях швидкість 50 км / год. При русі на колесах, в ролі яких виступали опорні котки, як на танках Крісті, швидкість збільшувалася до 70 км / год.
10ТР мав ту ж башту, що і танк 7ТР, але мав у своєму розпорядженні ще один кулемет, який встановлювався в корпусі. Середній танк 14ТР також оснащувався підвіскою Крісті, але без гусениць пересуватися не міг. На ньому встановлювався німецький 12-циліндровий двигун «Майбах», який дозволяв розвивати на дорозі швидкість 50 км / год. Бойова маса танка становила 14 т. Як і 10ТР він так само не пішов у серійне виробництво.

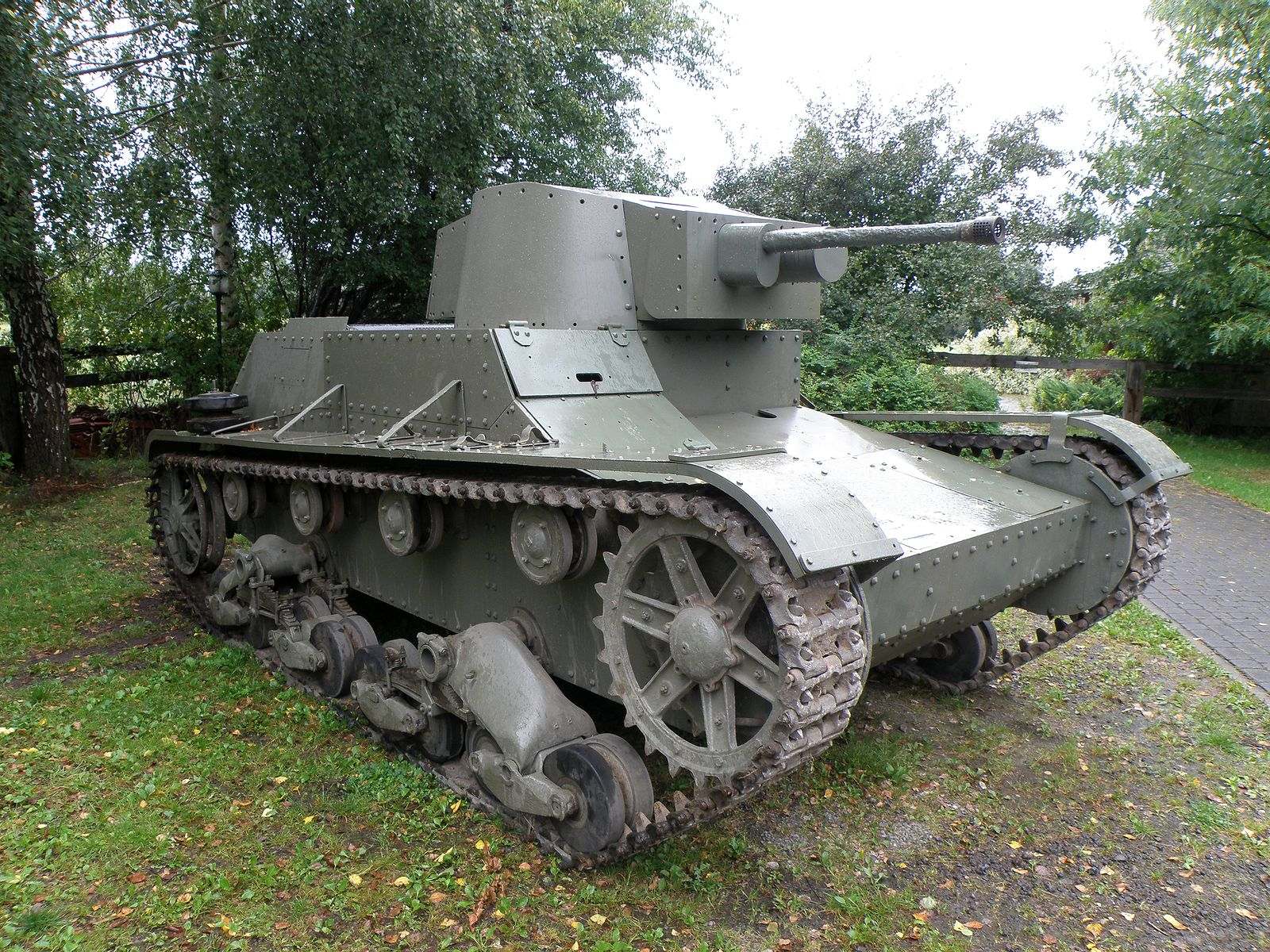
Реконструйований 7TP в Ломянкі 2011 року.

## Бойове застосування
До моменту захоплення Польщі німцями в 1939 році польська армія мала у своєму розпорядженні 169 танків 7ТР, 50 танків «Віккерс 6-тонний», 67 легких танків «Рено» FT-17, що залишилися ще з першої світової війни, 53 легких танків «Рено» R-35 (які були перекинуті до Румунії, не узявши участі в боях), приблизно 700 танкеток TK / TKS, 100 різних броньованих машин. Маючи противником більш ніж 3000 німецьких танків, більша частина польської бронетанкової техніки дуже швидко була знищена, а те, що вціліло, потрапило в руки німців.
Напередодні Другої світової війни танками 7ТР були озброєні 1-й і 2-й батальйони легких танків (по 49 машин в кожному). Незабаром після початку війни, 4 вересня 1939 року в Навчальному центрі танкових військ в Модліні була сформована 1-ша танкова рота командування оборони Варшави. До її складу входило 11 бойових машин. Стільки ж танків налічувалося і в 2-й роті легких танків командування оборони Варшави, сформованої трохи пізніше.
Танки 7ТР були краще озброєні, ніж німецькі Pz1 і Pz2, володіли кращою прохідністю і майже не поступалися їм у бронезахисті. Брали активну участь в бойових діях, зокрема, в контрударі польських військ під Пйотркув-Трибунальський, де 5 вересня один 7УТР з 2-го батальйону легких танків підбив п'ять німецьких танків Pz1.
Довше за всіх воювали бойові машини 2-ї танкової роти, що обороняли Варшаву. Вони брали участь у вуличних боях аж до 26 вересня.

## Оператори
- Третій Рейх  — 20 7TP захоплених під час вторгнення Польська кампанія 1939.
- II Польська Республіка — 133 7TP jw, 16 7TP dw, і 13 9TP.
- СРСР — 1 7TP захоплених під час радянського вторгнення в Польщу